# Trychosis suigensis
Trychosis suigensis är en stekelart som först beskrevs av Tohru Uchida 1930.  Trychosis suigensis ingår i släktet Trychosis och familjen brokparasitsteklar. Inga underarter finns listade i Catalogue of Life.